# Julio Rosales y Ras
Julio Rosales y Ras (Calbayog, 18 settembre 1906 – Cebu, 2 giugno 1983) è stato un cardinale e arcivescovo cattolico filippino.

## Biografia
Nacque a Calbayog il 18 settembre 1906.
Papa Paolo VI lo elevò al rango di cardinale nel concistoro del 28 aprile 1969.
Morì il 2 giugno 1983 all'età di 76 anni.

## Genealogia episcopale e successione apostolica
La genealogia episcopale è:
- Cardinale Scipione Rebiba
- Cardinale Giulio Antonio Santori
- Cardinale Girolamo Bernerio, O.P.
- Arcivescovo Galeazzo Sanvitale
- Cardinale Ludovico Ludovisi
- Cardinale Luigi Caetani
- Cardinale Ulderico Carpegna
- Cardinale Paluzzo Paluzzi Altieri degli Albertoni
- Papa Benedetto XIII
- Papa Benedetto XIV
- Cardinale Enrico Enriquez
- Arcivescovo Manuel Quintano Bonifaz
- Cardinale Buenaventura Córdoba Espinosa de la Cerda
- Cardinale Giuseppe Maria Doria Pamphilj
- Papa Pio VIII
- Papa Pio IX
- Cardinale Gustav Adolf von Hohenlohe-Schillingsfürst
- Arcivescovo Salvatore Magnasco
- Cardinale Gaetano Alimonda
- Cardinale Giovanni Cagliero, S.D.B.
- Arcivescovo Guglielmo Piani, S.D.B.
- Cardinale Julio Rosales y Ras

La successione apostolica è:
- Arcivescovo Teofilo Camomot Bastida (1955)
- Vescovo Epifanio Surban Belmonte (1955)
- Arcivescovo Manuel Sandalo Salvador (1967)
- Vescovo Concordio Maria Sarte (1973)
- Vescovo José Crisologo Sorra (1974)
- Arcivescovo Pedro Rosales Dean (1978)
- Arcivescovo Jesus Armamento Dosado, C.M. (1978)
- Vescovo Salvador Trane Modesto (1979)
- Vescovo Patricio Hacbang Alo (1981)
- Vescovo Christian Vicente Fernandez Noel (1981)